# Suolijoki (vattendrag i Kajanaland, lat 65,18, long 27,98)
Suolijoki är ett vattendrag i Finland.   Det ligger i landskapet Kajanaland, i den centrala delen av landet, 600 km norr om huvudstaden Helsingfors.